# O Desafio dos Bandeirantes
O Desafio dos Bandeirantes é um role-playing game (RPG) brasileiro, criado por Carlos Klimick, Luiz Eduardo Ricon e Flávio Andrade, e publicado em 13 de dezembro de 1992 pela editora GSA, a mesma responsável pelos RPGs Tagmar (alta fantasia) e Millenia (space opera).
Este RPG foi pioneiro ao incorporar elementos da cultura, história e folclore brasileiros ao universo dos jogos narrativos. Ambientado em uma versão mítica do Brasil Colonial por volta de 1650, convida os jogadores a explorarem a Terra de Santa Cruz, interpretando personagens como bandeirantes, pajés, jesuítas e babalorixás, enquanto enfrentam desafios e interagem com criaturas do imaginário popular brasileiro, como o curupira, o boitatá e entidades espirituais de diversas tradições culturais.

## Histórico
O Desafio dos Bandeirantes foi o primeiro RPG a abordar temas brasileiros. Era um RPG de fantasia histórica, passado numa versão mítica do Brasil colonial (chamado Terra de Santa Cruz), por volta do ano de 1650. Os jogadores podiam atuar como pajés, jesuítas, babalorixás e bandeirantes, além de interagir com personagens do folclore brasileiro como o saci e a mula-sem-cabeça.
Além do livro de regras, a editora GSA publicou as aventuras A Floresta do Medo / O Engenho, o livro de ambientação Os Quilombos da Lua e o suplemento O Vale dos Acritós. Inicialmente o sistema foi criticado por ser considerado uma cópia de GURPS, embora não houvesse similaridade relevante entre os dois sistemas. Em seguida, foi prejudicado pelas dificuldades no mercado nacional,como a falta de incentivos, a má distribuição, a inexperiência e o preconceito dos jogadores, que acabaram levando ao fechamento da editora em 1996.
Apesar disso, O Desafio dos Bandeirantes foi utilizado por professores de História do ensino fundamental como instrumento de apoio
Em 1997, a editora Akritó lança um outro RPG ambientado em Brasil criado por Carlos Klimick, Flávio Andrade e Eliane Bettocchi, Era do Caos, o jogo se passa em um futuro distópico.
Em 1999, Luiz Eduardo Ricon também trabalharia com o Mini-Gurps (baseado no GURPS Lite) da editora brasileira Devir, Ricon adaptou As Cruzadas e cenários brasileiros: O Descobrimento do Brasil, Entradas e Bandeiras, O Quilombo dos Palmares e uma aventura-solo baseada no filme No Coração dos Deuses (1999) de Geraldo Moraes.
Em 2002, Ricon anuncio um projeto de adaptação para o Sistema d20, alguns detalhes foram revelados em um artigo publicado no ano seguinte no site RedeRPG, que acabou sendo cancelado. Em 2004, participou da elaboração da série de curtas de animação Juro que vi.
Em 2010, Flávio Andrade anunciou que estava trabalhando em atualizações de O Desafio dos Bandeirantes em um blog, disponibilizando ao público, pela primeira vez, a ambientação O Império do Sol, inspirado nos incas e na colonização espanhola no Peru, escrito ainda em 1994. Em 2016 publicou no blog a ambientação O Sul, abrangendo a colonização espanhola dos atuais Chile, Argentina, Paraguai, Uruguai, Malvinas e parte da Bolívia e da região Sul do Brasil. E ainda, como suplementos extras a O Sul, As Missões Jesuíticas, Colônia do Sacramento e Rapanui (sobre a Ilha de Páscoa). O material publicado está sujeito a constante revisão e alterações.
Em dezembro de 2017, foi anunciado um retorno de Desafio dos Bandeirantes pela New Order Editora em uma adaptação para a 5ª Edição de Dungeons & Dragons por Michael Mulvihill, designer de Shadowrun e Heroclix. No final de 2018, foi anunciado o cancelamento do lançamento da nova edição. Parte do material desenvolvido para a nova edição foi disponibilizado no blog "Terra de Santa Cruz", de Flávio Andrade. 

## Sistema clássico de Desafio dos Bandeirantes

### Atributos
Desafio dos Bandeirantes utiliza 6 atributos: força, destreza, resistência, inteligência, sabedoria e carisma. Cada atributo recebe um valor entre 8 e 18, e os testes são feitos rolando 1 d20, se o resultado for menor ou igual ao valor do atributo, o teste tem sucesso. Modificadores por dificuldade ajustam o valor (como ×2 ou ÷2).

### Raças e profissões
As "raças" são baseadas nas origens étnicas do Brasil Colonial: brancos (lusitanos), indígenas, negros (africanos) e mestiços, cada uma com traços culturais e influência na narrativa.
As profissões (classes) são divididas entre não mágicas como guerreiro, ladrão e rastreador e mágicas  como pajé, jesuíta, sacerdote de orixás e bruxo. Cada profissão define habilidades iniciais, magias disponíveis e restrições específicas.

#### Habilidades
As perícias são chamadas de habilidades, com valores de 9 a 100+, testadas com 2d10 (soma dos dados deve ser igual ou menor que o valor da habilidade). O jogador distribui 100 pontos em habilidades da profissão e 50 pontos livres em outras.
Exemplos: Esquiva, ocultismo, lâmina afiada.

### Experiência
O sistema não detalha um método fixo de evolução por pontos de experiência, sendo o avanço geralmente definido pelo mestre com base em desempenho, narrativa e superação de desafios.

#### Dados utilizados
São usados dados de 20 faces (d20) para testes de atributos e dados de 10 faces (2d10) para habilidades e perícias.

### Sistema de testes
Testes de atributo usam 1d20, e habilidades usam 2d10. O sucesso ocorre se o valor do dado for igual ou inferior ao valor do atributo ou da habilidade envolvida. Modificadores de dificuldade tornam os testes mais fáceis ou difíceis. Combates e ações são resolvidos rapidamente com base nesses testes, sem tabelas.

### Combate e magia
O combate é baseado em disputas diretas (d20 + habilidade) para corpo a corpo e testes simples para ataques à distância.
A magia é dividida por origem espiritual:
- Jesuítas: milagres cristãos
- Pajés: espíritos e forças da natureza
- Sacerdotes Negros: magia dos orixás
- Bruxos: feitiçaria proibida

O uso de magias consome Poder Mágico/Divino (calculado por atributos), e todos os personagens possuem Resistência à Magia (Inteligência + Resistência).

### Vitalidade
Não há pontos de vida fixos como HP. O sistema assume uma abordagem mais narrativa para dano e resistência, com armaduras que se desgastam e ataques que afetam partes do corpo (como cabeça ou membros).